# Vilamalla (kommunhuvudort)
Vilamalla är en kommunhuvudort i Spanien.   Den ligger i provinsen Província de Girona och regionen Katalonien, i den östra delen av landet, 600 km öster om huvudstaden Madrid. Vilamalla ligger 47 meter över havet och antalet invånare är 885.
Terrängen runt Vilamalla är platt, och sluttar österut. Runt Vilamalla är det ganska glesbefolkat, med 32 invånare per kvadratkilometer. Närmaste större samhälle är Figueres, 5,5 km norr om Vilamalla. Trakten runt Vilamalla består till största delen av jordbruksmark.